# كلاب (عضو)

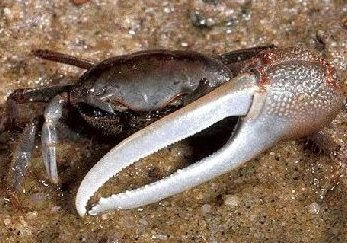
صورة لنوع من السلطعونات يمتلك كلابين الأيسر كبير والأيمن صغير.

الكَلَّاب أو المِخلَب هو زائدة تشبه الكماشة في شكلها وتوجد في أطراف بعض الكائنات كالعنكبوتيات والقشريات والمفصليات.